# Alcide Legrand
Alcide Legrand (Bergerac, 17 febbraio 1962) è un ex lottatore francese, specializzato nella lotta libera, vincitore della medaglia di bronzo nei pesi medi ai mondiali di Martigny 1989 e di due d'argento ai Giochi del Mediterraneo di Atene 1991 e Linguadoca-Rossiglione 1993.

## Palmarès
- Mondiali

Martigny 1989: bronzo nei pesi medi;
- Giochi del Mediterraneo

Atene 1991: argento nei pesi medi;
Linguadoca-Rossiglione 1993: argento nei pesi medi;